# Desa Paweden (administrativ by i Indonesien, lat -7,31, long 109,72)
Desa Paweden är en administrativ by i Indonesien.   Den ligger i provinsen Jawa Tengah, i den västra delen av landet, 300 km öster om huvudstaden Jakarta.